# Ti avrò per sempre
Ti avrò per sempre (This Time for Keeps) è un film del 1947 diretto da Richard Thorpe. È stato l'esordio sullo schermo per l'attrice Anne Francis.
Le coreografie del film sono firmate da Stanley Donen.

## Trama
Un reduce della seconda guerra mondiale vuole rompere la relazione con la sua ragazza, iniziata prima del conflitto.

## Produzione
Il film fu prodotto dalla Metro-Goldwyn-Mayer (MGM). Venne girato in Michigan, al Grand Hotel della Mackinac Island e negli studios della MGM al 10202 di W. Washington Blvd. a Culver City

## Distribuzione
Distribuito dalla Metro-Goldwyn-Mayer (MGM), il film uscì nelle sale cinematografiche USA il 17 ottobre 1947.
Incassò nei soli Stati Uniti 3.600.000 dollari